# Troglodiplura lowryi
Troglodiplura lowryi — вид мігаломорфних павуків родини Anamidae.

## Поширення
Ендемік Австралії. Виявлений лише у печері Roaches Rest Cave у долині Налларбор в окрузі Голдфілдс-Есперанс на південному сході Західної Австралії.

## Опис
Тіло завдовжки 8-11 мм.